# 레밍즈의 배경 음악
레밍즈 시리즈의 배경 음악을 설명한다.
- █: 오프닝 및 엔딩 등의 테마곡.
- █: 일반 스테이지 테마곡.
- █: 이벤트성 테마곡.

## 레밍즈오리지널
레밍즈 오리지널의 배경 음악은 각 기반마다 약간의 차이는 있지만 아미가 기반을 기준으로 22개의 배경 음악이 있다. 특징으로는 이들 배경 음악 중에 클래식 음악을 어레인지한 것이 많다.
이들 곡은 Brian Johnston과 Tim Wright가 작곡했다.
| 제목     | 비고                                                                 | 듣기 |
| -------- | -------------------------------------------------------------------- | ---- |
| Intro    | 오프닝                                                               | 듣기 |
| Cancan   | 오펜바흐의 《지옥의 오르페》 중 ‘캉캉’을 어레인지.                   | 듣기 |
| Doggie   | 패티 페이지의 《How Much Is That Doggie in the Window?》를 어레인지. | 듣기 |
| Lemming1 |                                                                      | 듣기 |
| Lemming2 |                                                                      | 듣기 |
| Lemming3 |                                                                      |      |
| Mountain | 《She'll Be Coming 'round The Mountain When She Comes》를 어레인지.  |      |
| Tenlemms | 《Ten Green Bottles》를 어레인지.                                    |      |
| Tim1     |                                                                      | 듣기 |
| Tim2     |                                                                      | 듣기 |
| Tim3     |                                                                      | 듣기 |
| Tim4     |                                                                      |      |
| Tim5     |                                                                      |      |
| Tim6     | 차이코프스키의 《호두까기 인형》 중 ‘갈대피리의 춤’을 어레인지.      |      |
| Tim7     | 모차르트의 《터키 행진곡》을 어레인지.                               |      |
| Tim8     | 차이코프스키의 《백조의 호수》 중 ‘네 마리 백조의 춤’을 어레인지.    | 듣기 |
| Tim9     | 《런던 브리지 이즈 폴링 다운》을 어레인지.                           | 듣기 |
| Tim10    | 《포레스트 그린》을 어레인지.                                        | 듣기 |
| BeastI   | Fun 22 - ‘A Beast of a Level’의 배경 음악.                           | 듣기 |
| Menace   | Tricky 14 - ‘MENACING !!’의 배경 음악.                               | 듣기 |
| Awesome  | Taxing 15 - ‘What an AWESOME level’의 배경 음악.                     |      |
| BeastII  | Mayhem 22 - ‘A BeastII of a Level’의 배경 음악.                      |      |

4개의 이벤트성 특수 스테이지는 해당 스테이지의 테마곡이 나오고, 나머지 116개의 일반 스테이지는 17개의 일반 스테이지 테마곡이 한 곡씩 번갈아가며 나온다.
아미가 기반에서의 일반 스테이지 테마곡 순환 순서는 다음과 같다.
- Cancan → Lemming1 → Tim2 → Lemming2 → Tim8 → Tim3 → Tim5 → Doggie → Tim6 → Lemming3 → Tim7 → Tim9 → Tim1 → Tim10 → Tim4 → Tenlemms → Mountain → Cancan → …

## Oh No! More Lemmings및 크리스마스 레밍즈
Oh No! More Lemmings에서는 다음과 같이 6개의 테마곡만 제공된다. 크리스마스 레밍즈에서는 3개의 곡이 제공된다.
- Oh No! More Lemmings의 곡은 Tony Williams가 작곡했다.
- 크리스마스 레밍즈(94 제외)의 곡은 Andy Whyte와 Tobias van der Peer가 작곡했다.
- DOS 기반과 아타리 ST 기반에서는 5번 곡과 6번 곡이 재구성되어 있다.

| 제목  | 듣기 |
| ----- | ---- |
| Tune1 | 듣기 |
| Tune2 | 듣기 |
| Tune3 | 듣기 |
| Tune4 | 듣기 |
| Tune5 | 듣기 |
| Tune6 | 듣기 |

| 제목  | 비고                                             | 듣기 |
| ----- | ------------------------------------------------ | ---- |
| Tune1 | 《루돌프 사슴 코》를 어레인지.                   | 듣기 |
| Tune2 | 《징글벨》을 어레인지.                           | 듣기 |
| Tune3 | 《Good King Wenceslas》를 어레인지.              | 듣기 |
| Tim10 | 오리지널 레밍즈의 배경 음악. (DOS 기반에만 있음) | 듣기 |

나오는 순서는 1번부터 6번까지이다.
- 다만, 아미가 기반에서는 1 → 2 → 3 → 5 → 6 → 4 → 1 → …의 순서로 나온다.
- 크리스마스 레밍즈에서는 1 → 2 → 3 → 1 → …의 순서로 나온다.
- 크리스마스 레밍즈 94년판에서는 Oh No! More Lemmings의 배경 음악이 나오지만 1 → 2 → 3 → 1 → …의 순서로 나온다.

## 레밍즈 2 더 트라이브즈
레밍즈 2 더 트라이브즈의 배경 음악은 각 기반마다 차이가 있다. 여기서는 아미가 기반과 DOS 기반을 기준으로 설명한다.
| 테마           | 비고                                          | 듣기 |
| -------------- | --------------------------------------------- | ---- |
| Intro          | 오프닝                                        |      |
| Beach Tribe    |                                               |      |
| Cavelem Tribe  |                                               |      |
| Circus Tribe   | 푸치크의 《검투사의 입장》을 어레인지         |      |
| Classic Tribe  | 오리지널 레밍즈의 Lemming2와 Lemming1을 혼합. |      |
| Egyptian Tribe |                                               |      |
| Highland Tribe | 《스코틀랜드 용사》를 어레인지.               |      |
| Medieval Tribe |                                               |      |
| Outdoor Tribe  |                                               |      |
| Polar Tribe    | 《루돌프 사슴 코》를 어레인지.                |      |
| Shadow Tribe   |                                               |      |
| Space Tribe    | 《아름답고 푸른 도나우》를 어레인지.          |      |
| Sports Tribe   |                                               |      |
| Endtune        | 엔딩                                          |      |